# Joe Kurniawan
Joe Aditya Wijaya Kurniawan (ur. 2 sierpnia 2001 w Dżakarcie) – indonezyjski pływak specjalizujący się w stylach motylkowym i dowolnym, olimpijczyk z Paryża 2024.

## Udział w zawodach międzynarodowych
| Impreza              | Rok  | Gospodarz | st. dowolny | st. motylkowy | st. motylkowy |
| Impreza              | Rok  | Gospodarz | 100 m       | 50 m          | 100 m         |
| -------------------- | ---- | --------- | ----------- | ------------- | ------------- |
| Igrzyska olimpijskie | 2024 | Paryż     | —           | —             | 33            |
| Mistrzostwa świata   | 2023 | Fukuoka   | —           | 58            | 53            |
| Mistrzostwa świata   | 2024 | Doha      | 43          | —             | 35            |